# مارک-آنتوان فورچون
مارک-آنتوان فورچون (انگلیسی: Marc-Antoine Fortuné؛ زادهٔ ۲ ژوئیهٔ ۱۹۸۱) بازیکن فوتبال اهل فرانسه است.
از باشگاه‌هایی که در آن بازی کرده‌است می‌توان به باشگاه فوتبال ویگان اتلتیک، باشگاه فوتبال استاد برستوا ۲۹، باشگاه فوتبال سلتیک، باشگاه فوتبال نانسی، باشگاه فوتبال کاونتری سیتی، باشگاه فوتبال لیل، باشگاه فوتبال دونکستر راورز، باشگاه فوتبال اوترخت، و باشگاه فوتبال وست برومویچ آلبیون اشاره کرد.